# Igreja Matriz de Alte
A Igreja Matriz de Alte, também conhecida como Igreja de Nossa Senhora da Assunção, é um edifício religioso, situado na vila de Alte, sede da freguesia e paróquia do mesmo nome, no Município de Loulé,  Distrito de Faro, em Portugal.

## Caracterização
Este edifício terá sido, inicialmente, fundado nos finais do Século XIII como uma capela particular dedicada a Nossa Senhora da Assunção, por ordem de Dona Bona, como forma de agradecer o regresso do seu esposo, o segundo Senhor de Alte, da Oitava Cruzada. Sofreu obras de remodelação nos Séculos XVI e XVIII. O interior desta igreja, ao qual se acede por um portal em estilo manuelino, é formado por 3 naves separadas por arcos sustentados por colunas, contendo uma abóbada da época quinhentista artesoada, revestida por azulejos azuis e brancos do Século XVIII, e por talha do estilo barroco. Podem ser encontrados, no interior, três retábulos, sendo o da capela de Nossa Senhora do Carmo em estilo barroco, e os restantes capelas, dedicadas a Nossa Senhora do Rosário e São Francisco, de traço rococó, uma capela-mor, que consagra São Sebastião, revestida por painéis de azulejos policromados de estilo barroco, imagens de Santa Teresa, do Século XVII, Nossa Senhora do Rosário e de Santa Margarida, do Século XVIII, e uma pia baptismal manuelina.